# Józef Trenkwald
Józef Piotr Trenkwald (ur. 14 sierpnia 1897 w Wiedniu, zm. 19 listopada 1956 w Londynie) – major kawalerii Wojska Polskiego, kawaler Orderu Virtuti Militari, medalista olimpijski w jeździectwie.

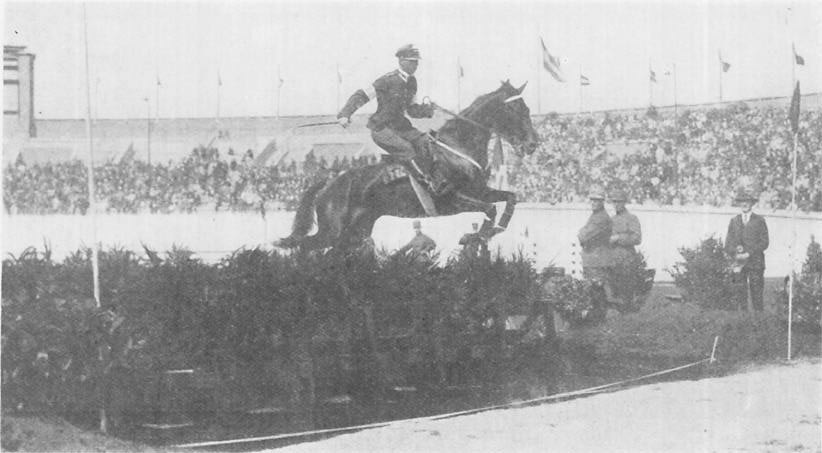
Józef Trenkwald na koniu Lwi Pazur; Olimpiada w Amsterdamie 1928.

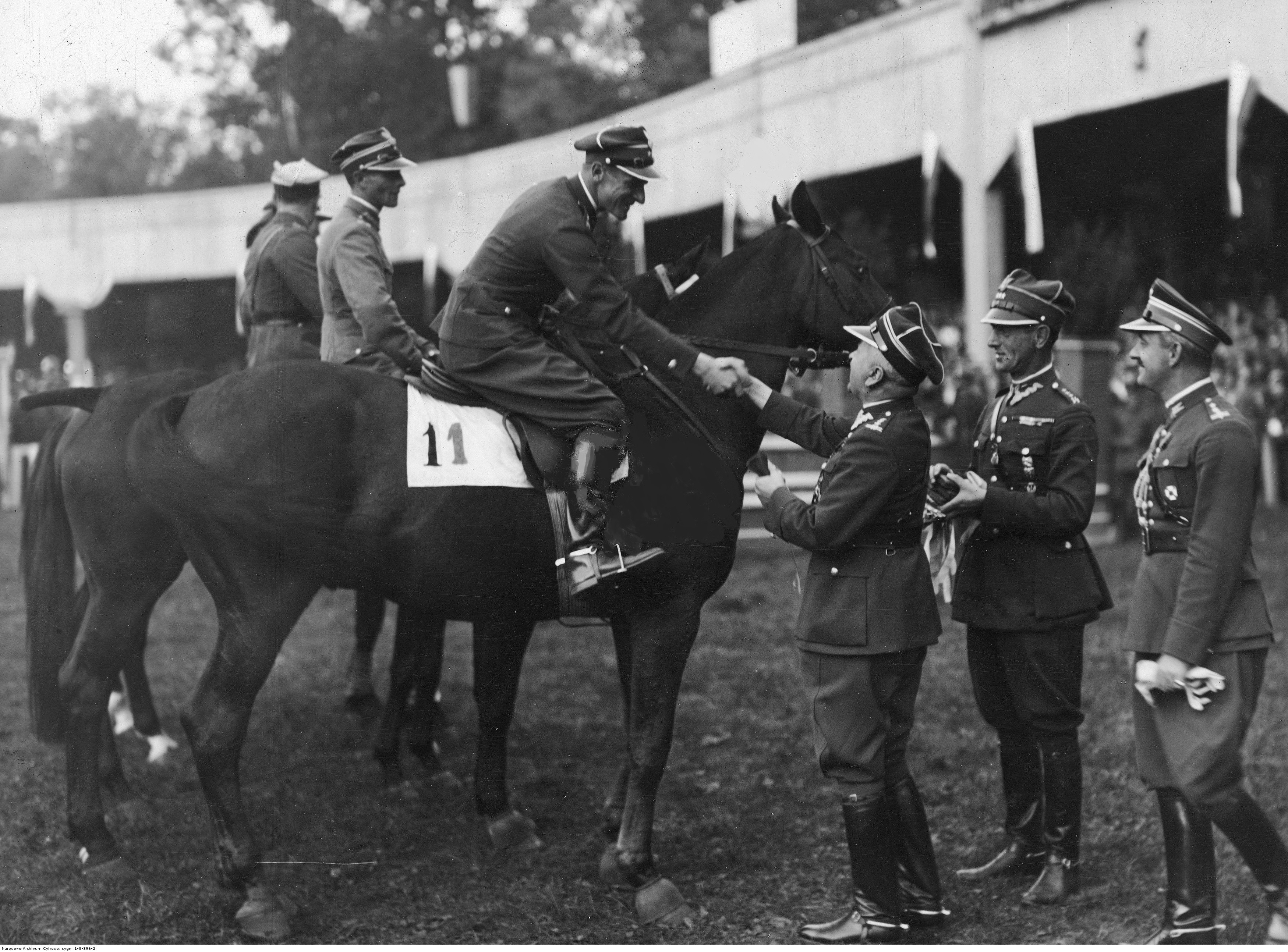
III Jeździeckie Mistrzostwa Polski, Warszawa 1933. Nagrodę odbiera mistrz Polski por. Roman Pohorecki, obok na koniu wicemistrz mjr Józef Trenkwald.

## Życiorys
Urodził się 14 sierpnia 1897 w Wiedniu, w rodzinie Roberta von Trenkwalda, pułkownika c. i k. Armii, i Herminy Fellner von Feldegg. W 1915 został żołnierzem c. i k. Armii. Ukończył Wyższą Wojskową Szkołę Realną w Wiener Neustradt i Szkołę Oficerów Rezerwowych (jazdy) w Holisc, jako chorąży otrzymując stopień podporucznika w Galicyjskim Pułku Ułanów Nr 1 w 1917.
Po zakończeniu I wojny światowej i po odzyskaniu przez Polskę niepodległości został przyjęty do Wojska Polskiego. W 1918 zgłosił się wówczas do sformowanego polskiego 8 pułku ułanów. Uczestniczył w wojnie polsko-bolszewickiej jako dowódca plutonu i dowódca szwadronu. Za swoje czyny wojenne otrzymał Order Virtuti Militari. Został awansowany do stopnia rotmistrza kawalerii ze starszeństwem z dniem 1 czerwca 1919. W 1923 był oficerem 8 pułku ułanów. Został awansowany do stopnia rotmistrza kawalerii ze starszeństwem z dniem 1 lipca 1923. W 1924 był oficerem 1 pułku strzelców konnych. Służył także w 1 Brygadzie KOP, 14 pułku ułanów, 5 pułku strzelców konnych. W 1928, jako oficer 8 pułku ułanów, był przydzielony do Szkoły Podoficerów Zawodowych Kawalerii. Został awansowany do stopnia majora kawalerii ze starszeństwem z dniem 1 stycznia 1931. W 1932, jako oficer 8 pułku ułanów, był w kadrze Centrum Wyszkolenia Kawalerii. W tej szkole pracował jako główny instruktor jazdy i dowódca kursów instruktorów jazdy.
Uprawiał jeździectwo, uczestniczył w międzynarodowych konkursach hippicznych. Podczas Letnich Igrzysk Olimpijskich 1928 w Amsterdamie zdobył drużynowo brązowy medal we Wszechstronnym Konkursie Konia Wierzchowego startując na koniu „Lwi Pazur” (wraz z nim startowali płk. Karol Rómmel i rtm. Michał Woysym-Antoniewicz). W 1931 wygrał Puchar Narodów w Warszawie. Zdobył także brązowy medal mistrzostw Polski w WKKW w 1931 i srebrny medal mistrzostw Polski w skokach (1933) i brązowy medal mistrzostw Polski w skokach (1937). Zajmował się przygotowaniami polskich ekip olimpijskich odpowiadając za dobór koni. Czuł się Polakiem. Po upływie lat lepiej porozumiewał się w języku polskim niż w j. niemieckim.
Po wybuchu II wojny światowej uczestniczył w kampanii wrześniowej 1939 jako zastępca dowódcy 9 pułku strzelców konnych. Po zaciekłym boju pod Kockiem (3–5 października) został wzięty przez Niemców do niewoli. Był jeńcem Oflagu VII A Murnau. Tam odmówił podpisania volkslisty i przyjęcia obywatelstwa niemieckiego. Podczas pobytu w obozie odwiedził go ojciec, który po anschlussie Austrii z 1938 został powołany do służby czynnej w Wehrmachcie. Pozostał w obozie do jego oswobodzenia. Po wyzwoleniu przebywał we Włoszech, gdzie służył w szeregach Pułku 6 Pancernego „Dzieci Lwowskich”.
Po wojnie pozostał na emigracji. W Anglii zajmował się szkoleniem tamtejszych jeźdźców. Zmarł w Londynie 19 listopada 1956. Został pochowany na Cmentarzu Brompton w Londynie. Pośmiertnie awansowany do stopnia podpułkownika.
Od 1929 jego żoną była Maria Jadwiga (1900–1935), córka adwokata tarnowskiego, Mieczysława Gałeckiego h. Junosza, rozwiedziona z oficerem kawalerii, Henrykiem Jakubowskim. W Wojsku Polskim służył także Franciszek Trenkwald, rotmistrz kawalerii (ur. 1895).
W 2016 zwrócono do Polski pamiątki po majorze Trenkwaldzie.

## Ordery i odznaczenia
- Krzyż Srebrny Orderu Virtuti Militari
- Krzyż Kawalerski Orderu Odrodzenia Polski (11 listopada 1937)[21]
- Krzyż Walecznych (dwukrotnie)[22][10]
- Srebrny Krzyż Zasługi (29 lutego 1924)[23][24]